# Pansarbataljon
Pansarbataljon är en medelstor militär enhet som består av en bataljon utrustad med stridsvagnar och andra pansarfordon. Det ingår vanligen tre till fyra pansarbataljoner i en pansarbrigad.
En svensk pansarbataljon består av cirka 1 050 soldater uppdelade i sex kompanier: två pansarskyttekompanier, två stridsvagnskompanier, ett stab/granatkastarkompani och ett trosskompani. En pansarbataljon leds vanligen av ett befäl av majorsgrad.